# Schlagflächen beim Hockenheimring

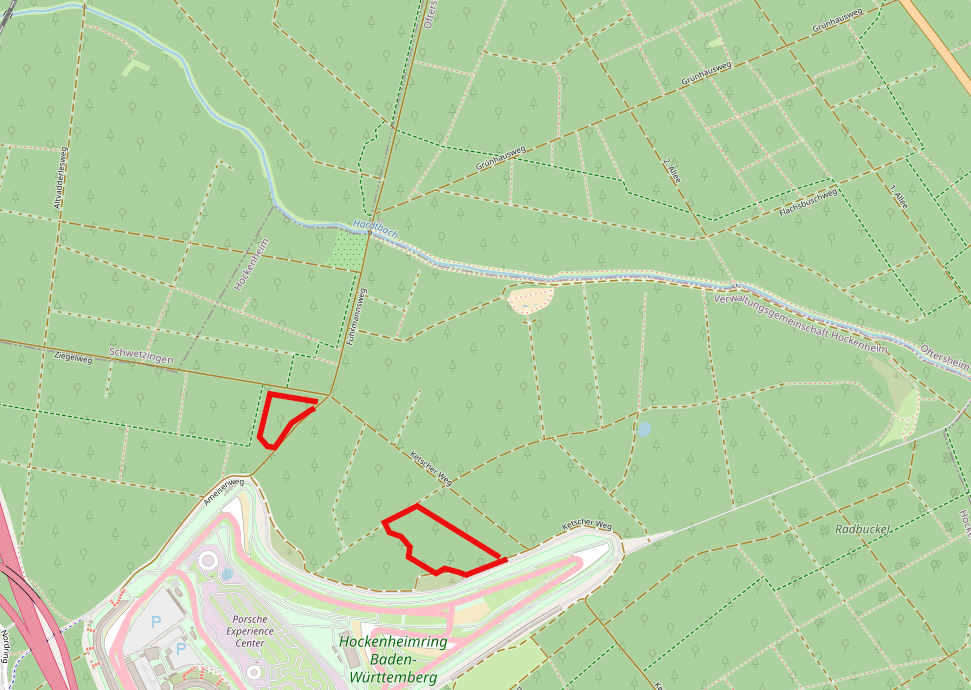
Lage der Schlagflächen beim Hockenheimring

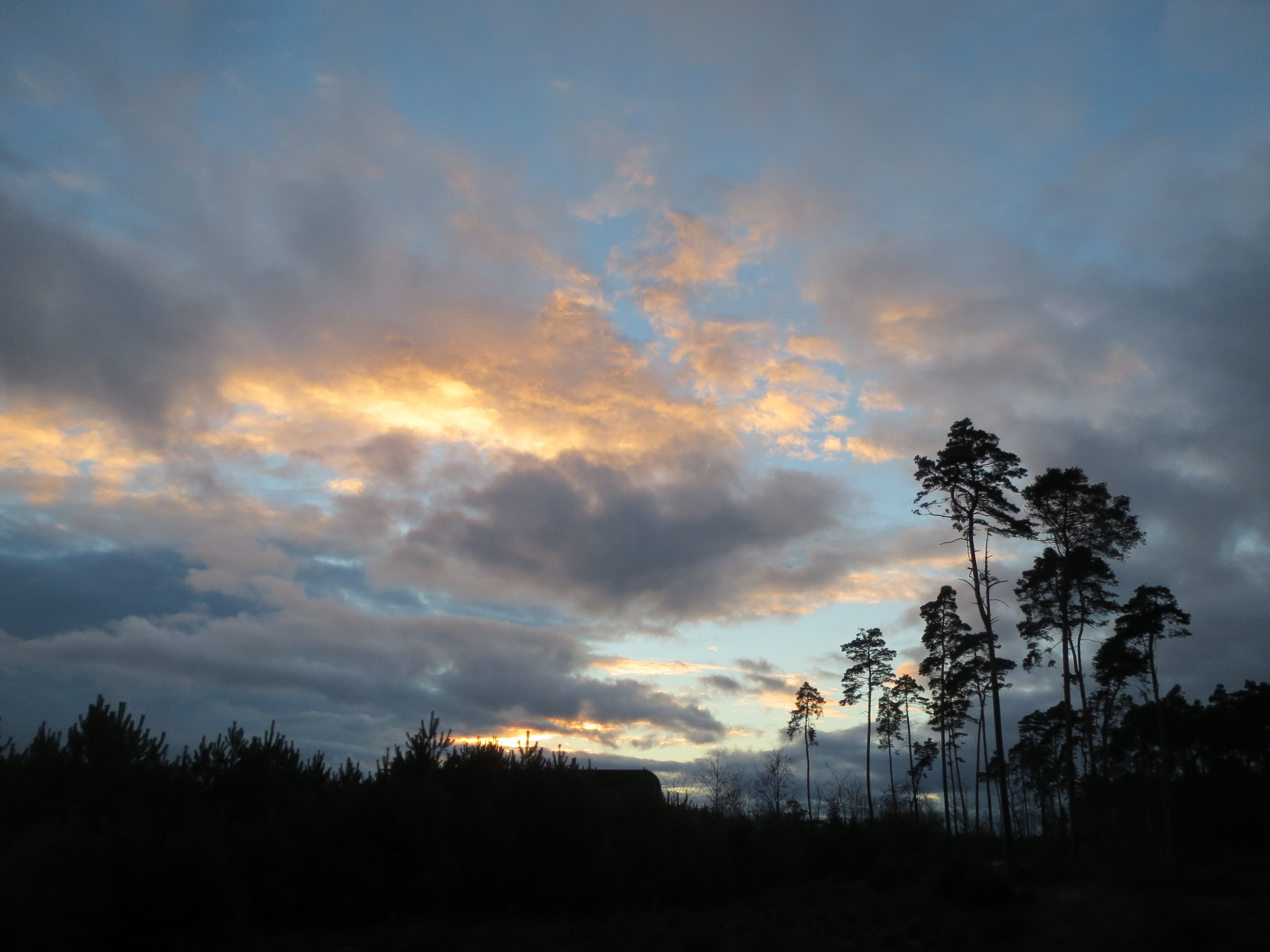
Kiefern in den Schlagflächen

Die Schlagflächen beim Hockenheimring sind ein geschütztes Biotop mit der Biotopnummer 266172264526 in der Schwetzinger Hardt auf Hockenheimer Gemarkung und verteilt sich auf zwei getrennte Einzelflächen westlich und östlich des Ameisenwegs nahe des Hockenheimrings. Die Fläche beträgt insgesamt 8,6947 ha.
Die unmittelbare Umgebung bildet ein für die Schwetzinger Hardt charakteristischer Kiefernwald. Die Schlagflächen sind zwei Rodungsflächen, die parziell der natürlichen Waldverjüngung überlassen sind. Charakteristisch sind das Vorkommen von Besenginster, Fingerhut, Heidekraut, dem Waldgreiskraut und dem Weidenröschen. Invasiv treten u. a. die Kartoffel-Rose, die Spätblühende Traubenkirsche und die Kanadische Goldrute auf.

## Pflanzen in den Schlagflächen

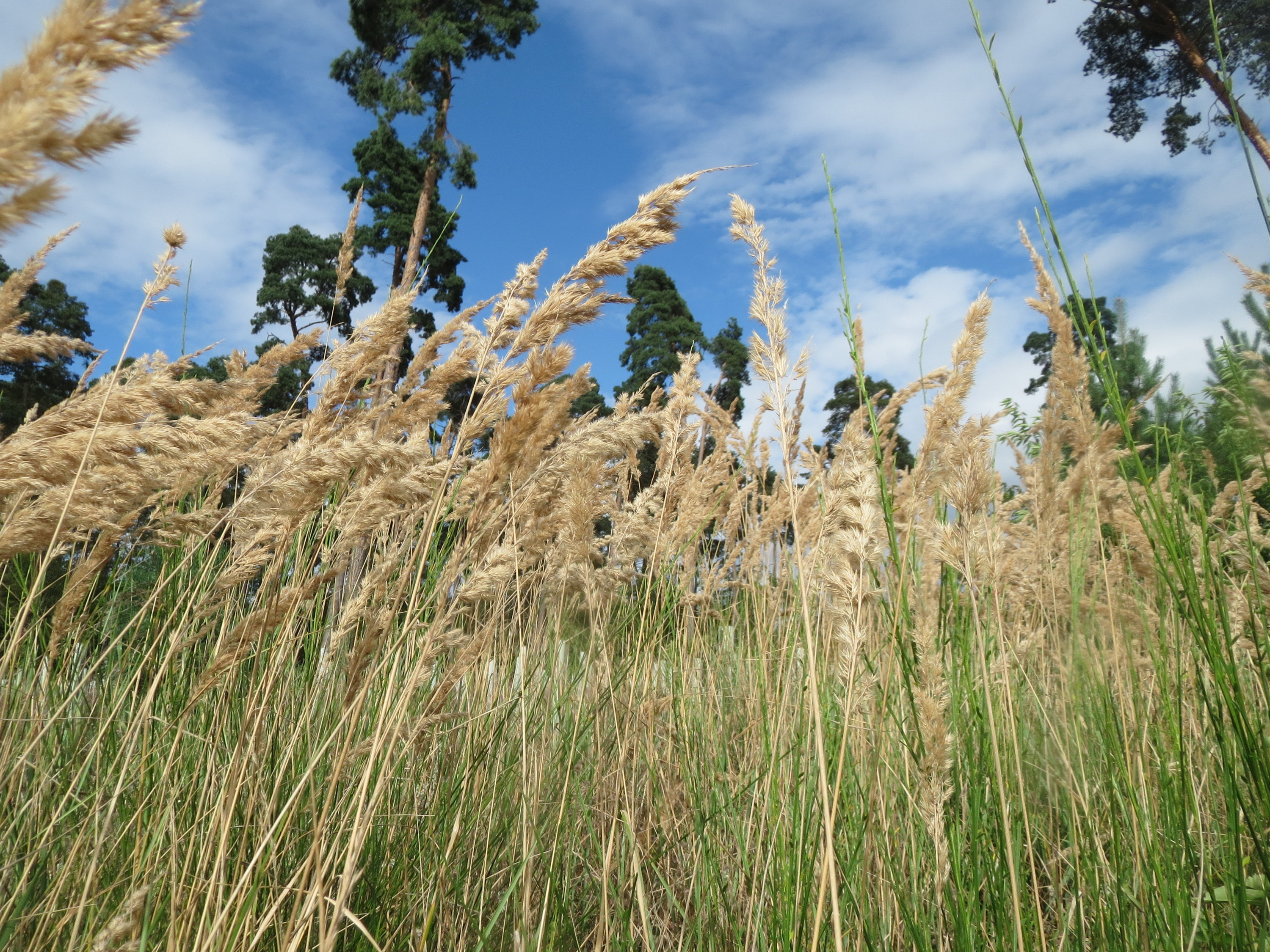
Calamagrostis epigejos
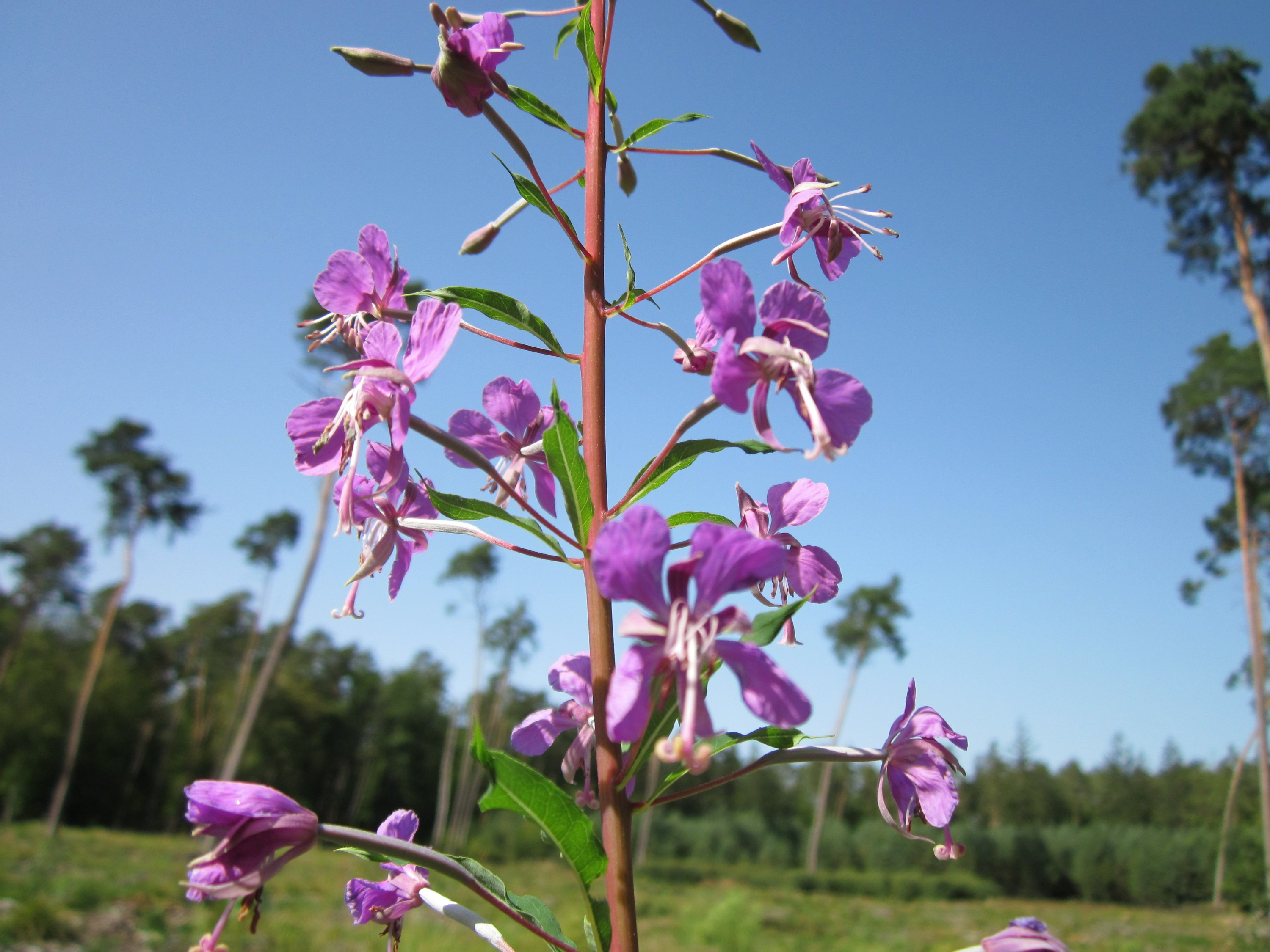
Chamaenerion angustifolium
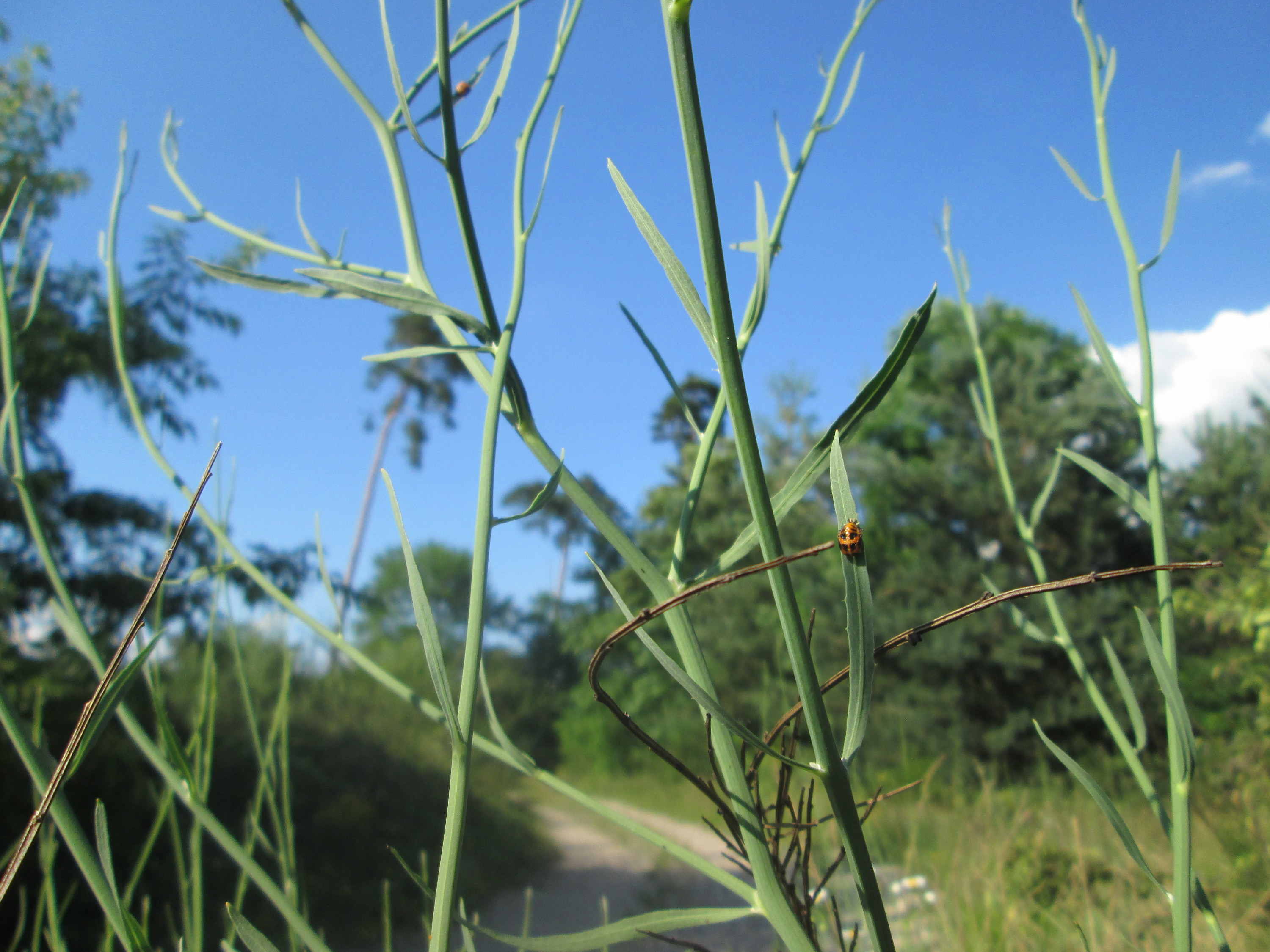
Chondrilla juncea
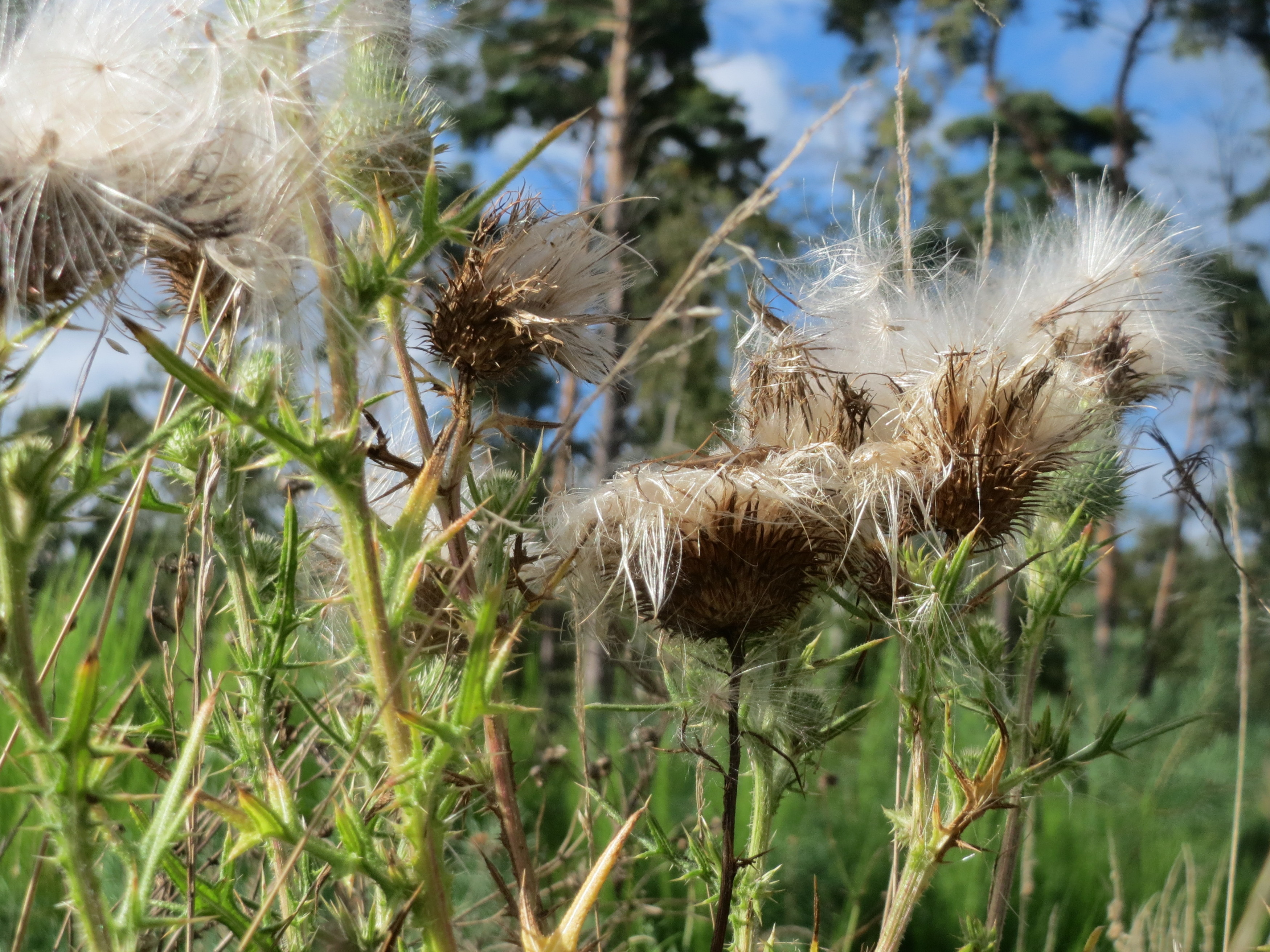
Cirsium vulgare
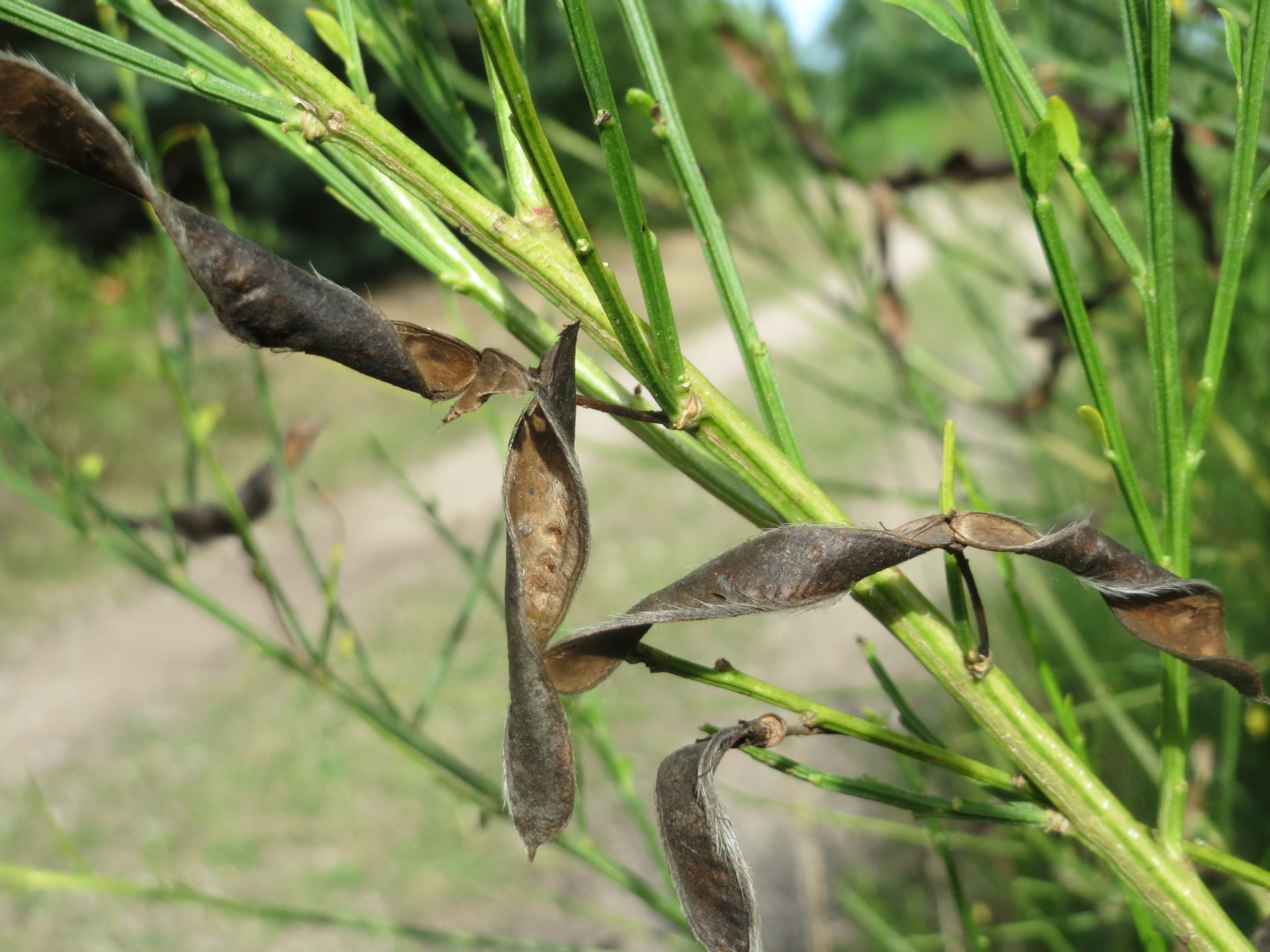
Cytisus scoparius
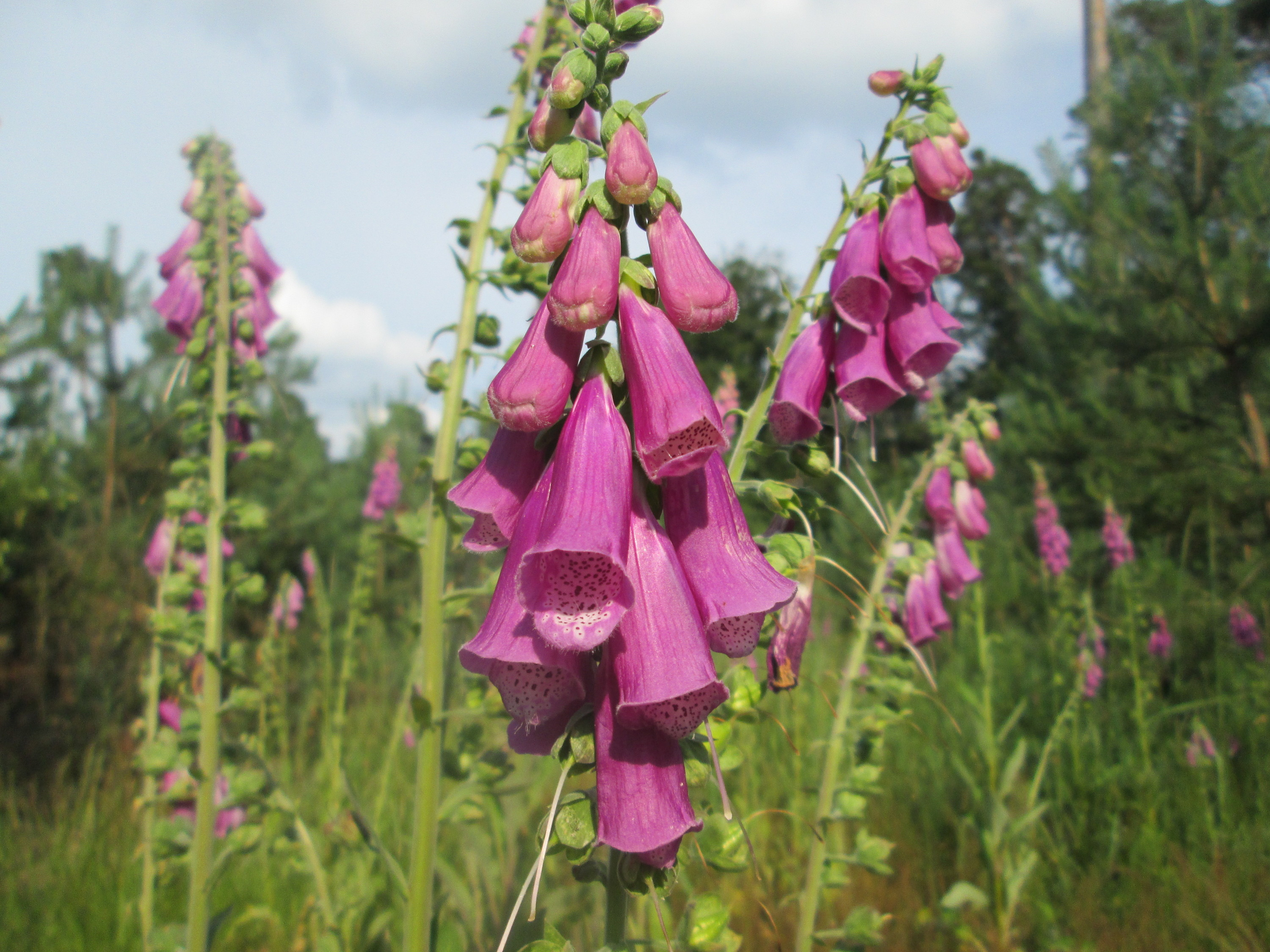
Digitalis purpurea
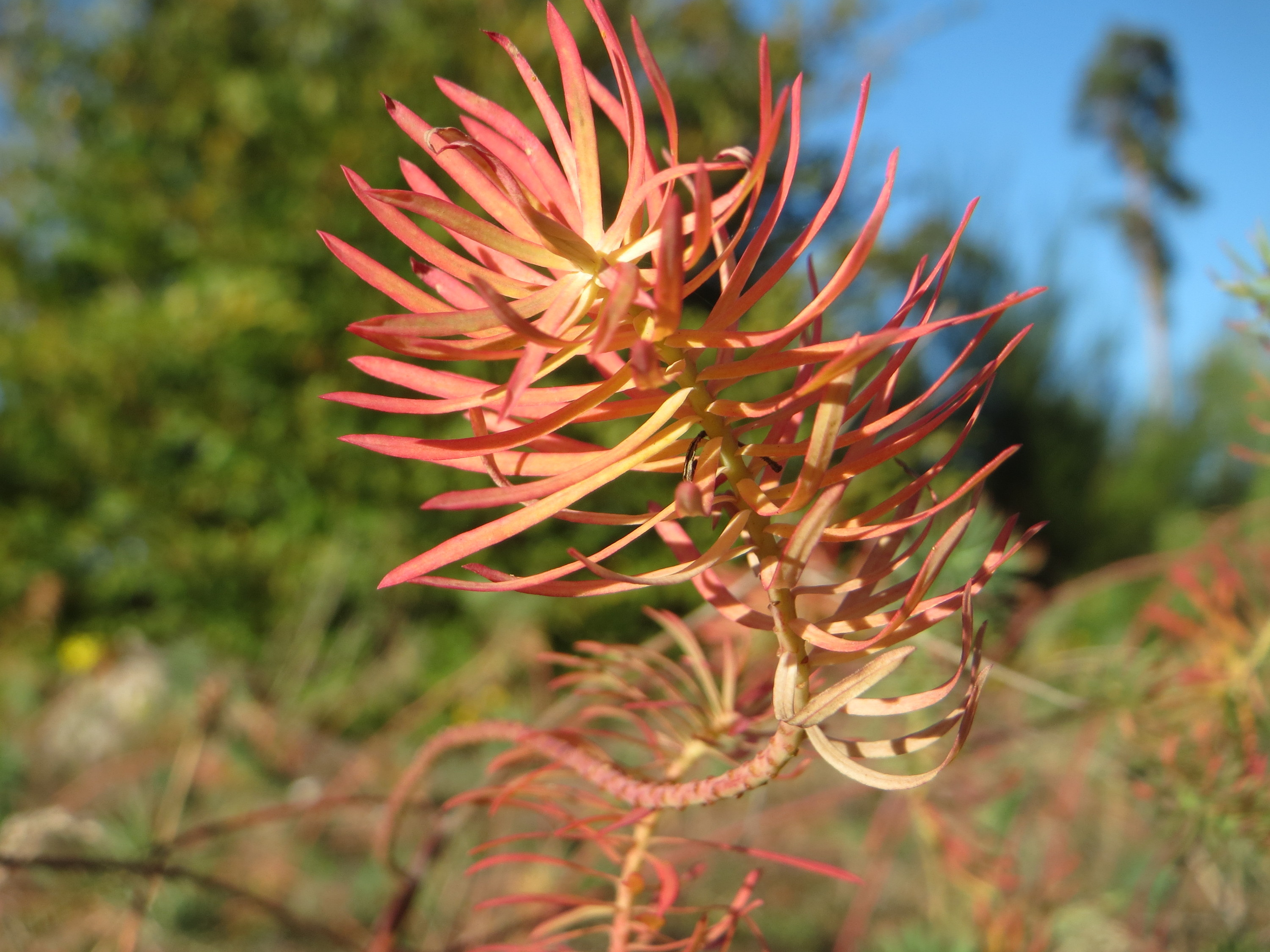
Euphorbia cyparissias
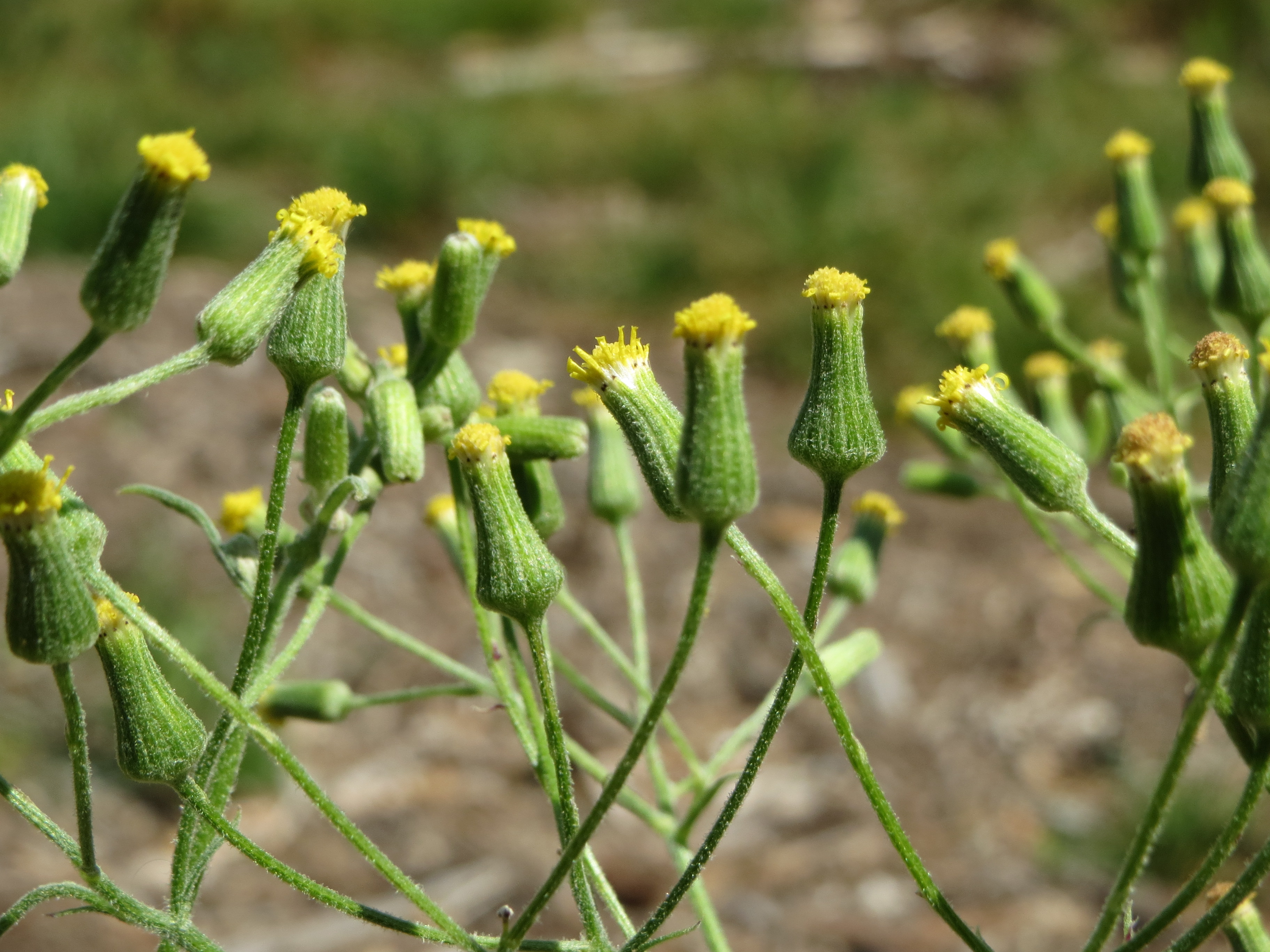
Senecio sylvaticus
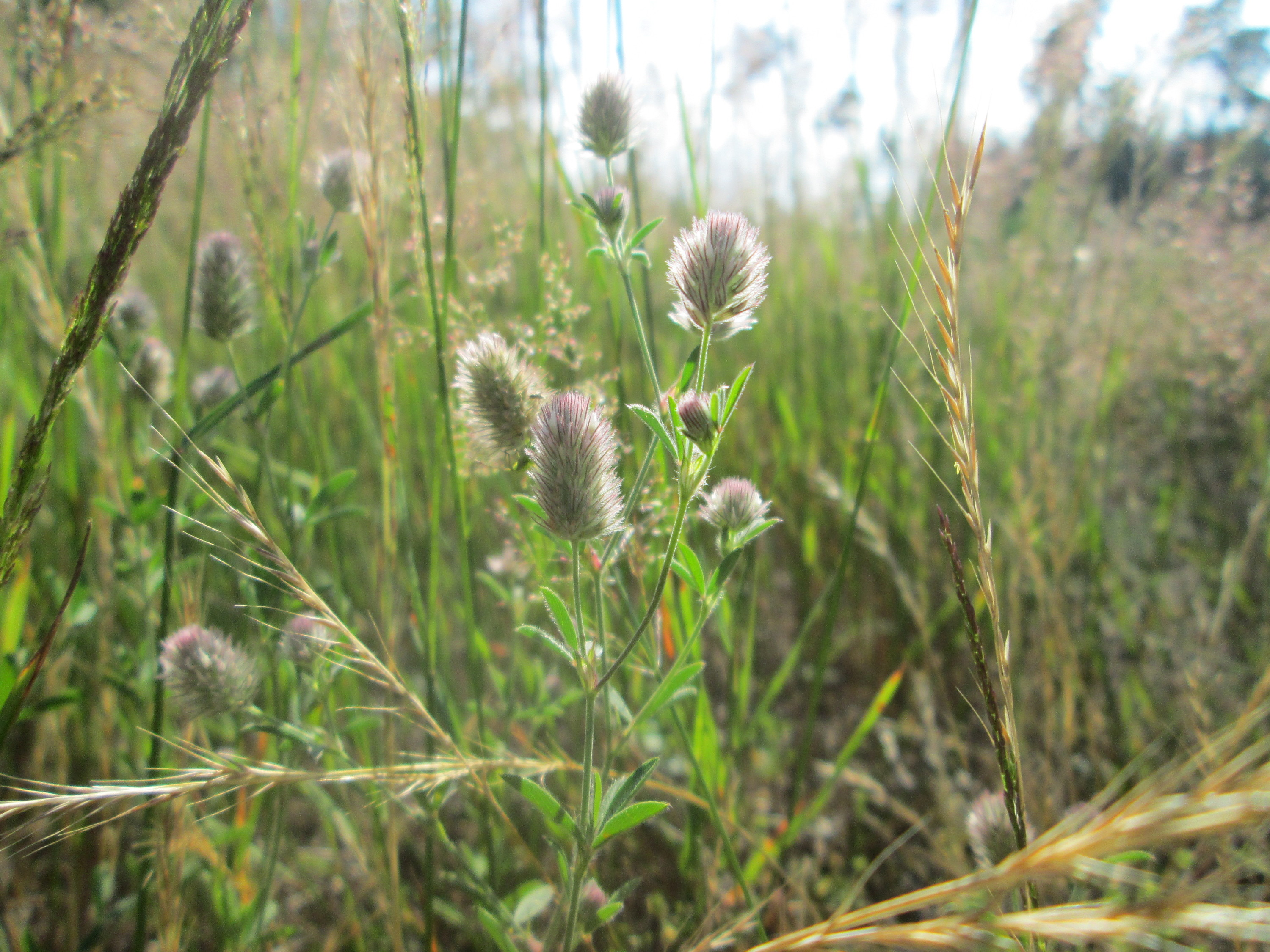
Trifolium arvense